# Néferkarê (IIe dynastie)
Pour les articles homonymes, voir Néferkarê.
Néferkarê serait le nom d'un roi de la IIe dynastie présent dans certaines listes royales du Nouvel Empire ainsi que l'œuvre de Manéthon ; ce roi n'est cependant pas attesté dans les sources contemporaines de la dynastie.

## Attestations
Le roi est cité dans plusieurs listes royales :
- le canon royal de Turin, daté de la XIXe dynastie,  dans lequel le nom de Âaka (très probablement une erreur de lecture du nom Néferkarê) est inscrit à la dernière position de la troisième colonne ; le papyrus lui compte une vie de soixante-dix ans, la durée de règne étant quant à elle perdue[1],
- la table de Saqqarah, datée du règne de Ramsès II (XIXe dynastie), dans laquelle le nom de Néferkarê est inscrit à la huitième position[1],
- dans l'œuvre de Manéthon, ce dernier l'appelle Khairês (Χαιρης) et lui accorde dix-sept ans de règne[2].

## Identité
Dans les faits, entre Nynetjer et Khâsekhemouy, le nombre et l'ordre des rois sont inconnus ; ainsi, il est difficile de lier Néferkarê à un roi attesté dans le registre archéologique. 
Une hypothèse a fait de ce roi Néferkarê un roi de Basse-Égypte contemporain et opposé aux souverains de Haute-Égypte Péribsen et Sekhemib ; cette hypothèse étant basée sur le fait que le roi est mentionné dans la table de Saqqarah, héritière de la tradition memphite, mais pas dans la liste d'Abydos, héritière de la tradition de Haute-Égypte. Cette hypothèse s'inscrit dans le cadre plus général d'une division du pays au milieu de la IIe dynastie, avant qu'il ne soit réunifié au cours du règne de Khâsekhemouy. Cependant, cette hypothèse reste fragile, la division du pays ne faisant pas l'unanimité.
L'égyptologue Kim Ryholt est convaincu quant à elle que Néferkarê est identique à Sneferka, un souverain qui est aussi placé avec Horus Oiseau à la fin de la Ire dynastie entre Qâ et Hotepsekhemouy. L'exposé de Ryholt se base sur le fait que les scribes ramessides ont souvent ajouté le disque solaire de Rê aux noms des premiers souverains dynastiques. L'égyptologue cite en exemple le roi Nebka dont le nom a été retranscrit par les cartouches de Néferkarê dans la liste d'Abydos et Nebkarê dans la table de Saqqarah.